# Loaded (hudební skupina)
Loaded je americká kapela, kterou založil bývalý baskytarista Guns N' Roses Duff McKagan. Kapela natočila 2 alba.
První se jmenuje Episode 1999: Live a bylo vydáno v roce 1999 v omezeném nákladu asi 20 000 ks. Toto živé album obsahuje některé písně z Duffova nevydaného alba Beautiful Disease a také píseň Raw Power, kterou nahráli na své poslední desce Guns N' Roses. Hudba ale nezní jako GN'R, deska je více punková.
Druhé album nese název Dark Days a bylo vydáno v roce 2001 v Japonsku, v Evropě pak o rok později. Tato deska obsahuje rovněž písně z Beautiful Disease, ale v celku je v klidnějším duchu než Episode 1999: Live.
S Duffem hrál v Loaded např. Dave Kushner (ex-baskytarista Velvet Revolver).

## Diskografie
- Dark Days (2001)
- Sick (2009)
- The Taking (2011)

## Členové

### Současní
- Duff McKagan - Zpěv (Od 1999), Rytmická kytara (Od 2000), baskytara (1999-2001)
- Mike Squires - Sólová kytara, doprovodný zpěv (2001-2002, 2008-)
- Jeff Rouse - Baskytara, doprovodný zpěv (2001-2002, 2008-)
- Burke Thomas - Bicí (Od 2011)

### Bývalí
- Michael Barragan – Kytara (1999)
- Taz Bentley – Bicí (1999)
- Dez Cadena – Kytara (1999)
- Geoff Reading – bicí, perkuse, doprovodný zpěv (2000–2002, 2008–2009)
- Dave Dederer – Kytara, baskytara (2000–2001)
- Dave Kushner – Kytara (2002)
- George Stuart Dahlquist – baskytara (2002)
- Isaac Carpenter – bicí, perkuse (2009–2011)